# Hiroki Mizuhara
Hiroki Mizuhara (jap. 水原 大樹, Mizuhara Hiroki; * 15. Januar 1975 in der Präfektur Nara) ist ein ehemaliger japanischer Fußballspieler.

## Karriere
Mizuhara erlernte das Fußballspielen in der Schulmannschaft der Yokkaichi Chuo Technical High School. Seinen ersten Vertrag unterschrieb er 1993 bei Nagoya Grampus Eight. Der Verein spielte in der höchsten Liga des Landes, der J1 League. 1995 gewann er mit dem Verein den Kaiserpokal. 1999 wechselte er zum Drittligisten Honda FC. Für den Verein absolvierte er 17 Spiele. 2000 wechselte er zum Ligakonkurrenten Yokohama FC. 2000 wurde er mit dem Verein Meister der Japan Football League und stieg in die J2 League auf. Für den Verein absolvierte er 118 Spiele. 2004 wechselte er zum Erstligisten Tokyo Verdy. 2004 gewann er mit dem Verein den Kaiserpokal. Am Ende der Saison 2005 stieg der Verein in die J2 League ab. Danach spielte er bei Giravanz Kitakyushu (2007–2011), Kamatamare Sanuki (2012) und Veertien Kuwana (2013). Ende 2013 beendete er seine Karriere als Fußballspieler.

## Erfolge
Nagoya Grampus Eight
- J1 League

Vizemeister: 1996
- Kaiserpokal

Sieger: 1995
Tokyo Verdy
- Kaiserpokal

Sieger: 2004